# Zombie Apocalypse
Zombie Apocalypse is een Amerikaanse film uit 2011 van The Asylum met onder meer Ving Rhames, Johnny Pacar en Taryn Manning in de hoofdrollen. De film werd op 29 oktober 2011 in de VS uitgezonden door Syfy en kwam op 27 december van datzelfde jaar uit op dvd. Zombie Apocalypse werd negatief beoordeeld door de critici, maar haalt daareentegen wel goede beoordelingen op websites als Rotten Tomatoes.

## Verhaal
Een half jaar nadat een zombieplaag het merendeel van de wereldbevolking uitgeroeid heeft trekken Ramona, Billie en Kevin door het land op weg naar het eiland Catalina, dat zombievrij zou zijn en waar zich een kamp voor overlevenden zou bevinden. Terwijl ze zich in een winkel bevoorraden worden ze door zombies ingesloten. Kevin wordt gebeten en veranderd. Ramona en Billie worden door een ander groepje overlevenden, Henry, Cassie, Mack en Julian, gered. Samen trekken ze verder. In een school verliezen ze ook Billie in wat op een hinderlaag van de zombies lijkt.
Op hun tocht merken ze dat er verscheidene soorten zombies zijn die ze "slenteraars", "wandelaars" en de minder voorkomende "lopers" noemen. Ze ontdekken dat er ook ondode dieren  bestaan en dat de zombies mettertijd intelligenter lijken te worden. In een dorp wordt het groepje opnieuw overrompeld door zombies. Henry en Cassie raken tijdens het gevecht gescheiden van de anderen, die gered worden door Brockton, Sarah en Myrah, die met pijl-en-boog tegen de zombies strijden.
Als ze in Los Angeles aankomen verliezen ze ook Julian aan een zombiebeet. Korte tijd later lopen ze wel Henry en Cassie tegen het lijf. Herenigd bereiken ze de haven waar ze een bord met instructies vinden om de veerboot naar Catalina te mogen nemen, die elke woensdag langskomt. Onder het wachten worden ze aangevallen door twee zombietijgers. Ze kunnen de dieren verslaan, maar Brockton en Henry komen daarbij om. In de slotscène is te zien hoe de veerboot het dok nadert.

## Rolverdeling

### Eerste groep overlevenden
- Taryn Manning als Ramona.
- Eddie Steeples als Billie.
- Gerald Webb als Kevin.

### Tweede groep overlevenden
- Ving Rhames als Henry.
- Lesley-Ann Brandt als Cassie.
- Gary Weeks als Mack.
- Johnny Pacar als Julian.

### Derde groep overlevenden (boogschutters)
- Robert Blanche als Brockton.
- Anya Monzikova als Sarah.
- Lilan Bowden als Myrah.